# Braintree and Bocking
Braintree and Bocking är en unparished area i Braintree distrikt i Essex grevskap i England, 17 km från Chelmsford. Det inkluderar Braintree, Bocking, Bocking Churchstreet, High Garrett och Thistley Green. Unparished area har 45 640 invånare (2011).